# Grundsjön (Björna socken, Ångermanland, 708675-162970)
Grundsjön är en sjö i Örnsköldsviks kommun i Ångermanland och ingår i Gideälvens huvudavrinningsområde. Sjön har en area på 0,437 kvadratkilometer och ligger 236 meter över havet.

## Delavrinningsområde
Grundsjön ingår i det delavrinningsområde (708709-162960) som SMHI kallar för Utloppet av Grundsjön. Medelhöjden är 240 meter över havet och ytan är 1,37 kvadratkilometer. Det finns ett avrinningsområde uppströms, och räknas det in blir den ackumulerade arean 2,89 kvadratkilometer. Vattendraget som avvattnar avrinningsområdet har biflödesordning 2, vilket innebär att vattnet flödar genom totalt 2 vattendrag innan det når havet efter 92 kilometer. Avrinningsområdet består mestadels av skog (44 procent) och sankmarker (21 procent). Avrinningsområdet har 0,43 kvadratkilometer vattenytor vilket ger det en sjöprocent på 31,7 procent.